# Liste des résolutions du Conseil de sécurité des Nations unies sur l'Érythrée
Cet article dresse une liste des résolutions du Conseil de sécurité des Nations unies concernant l'Érythrée.

## Érythrée
L'Érythrée, en forme longue l'État d'Érythrée, (tigrinya Ertra, ኤርትራ; arabe Iritrīyā, إرتريا) est indépendant de l'Éthiopie depuis 1993.
- Résolution 828 : Nouveau membre : Érythrée (adoptée le 26 mai 1993).
- Résolution 1177 : la situation entre l'Érythrée et l'Éthiopie.
- Résolution 1226 : la situation entre l'Érythrée et l'Éthiopie
- Résolution 1227 : la situation entre l'Éthiopie et l'Érythrée
- Résolution 1297 : situation entre l'Érythrée et l'Éthiopie.
- Résolution 1298 : situation entre l'Érythrée et l'Éthiopie.
- Résolution 1312 : situation entre l'Érythrée et l'Éthiopie.
- Résolution 1320 : situation entre l'Érythrée et l'Éthiopie.
- Résolution 1344 : la situation entre l'Érythrée et l'Éthiopie.
- Résolution 1369 : la situation entre l'Érythrée et l'Éthiopie.
- Résolution 1398 : la situation entre l'Érythrée et l'Éthiopie.
- Résolution 1430 : la situation entre l'Érythrée et l'Éthiopie.
- Résolution 1434 : la situation entre l'Érythrée et l'Éthiopie.
- Résolution 1466 : la situation entre l'Éthiopie et l'Érythrée.
- Résolution 1507 : la situation entre l'Érythrée et l'Éthiopie.
- Résolution 1531 : la situation entre l'Érythrée et l'Éthiopie.
- Résolution 1560 : la situation entre l'Érythrée et l'Éthiopie.
- Résolution 1586 : la situation entre l’Érythrée et l’Éthiopie.
- Résolution 1622 : la situation entre l’Érythrée et l’Éthiopie.
- Résolution 1640 : la situation entre l’Érythrée et l’Éthiopie.
- Résolution 1661 : la situation entre l’Érythrée et l’Éthiopie.
- Résolution 1678 : la situation entre l’Érythrée et l’Éthiopie.
- Résolution 1681 : la situation entre l’Érythrée et l’Éthiopie.
- Résolution 1710 : la situation entre l’Érythrée et l’Éthiopie.
- Résolution 1741 : la situation entre l’Éthiopie et l’Érythrée.
- Résolution 1767 : la situation entre l’Éthiopie et l’Érythrée.
- Résolution 1798 : la situation entre l’Érythrée et l’Éthiopie.
- Résolution 1827 : la situation entre l’Érythrée et l’Éthiopie.
- Résolution 1862 : paix et sécurité en Afrique.
- Résolution 1907 : paix et sécurité en Afrique.
- Résolution 2023 : paix et sécurité en Afrique (adoptée le 5 décembre 2011).